# Heinrich-Sinz-Straße 5

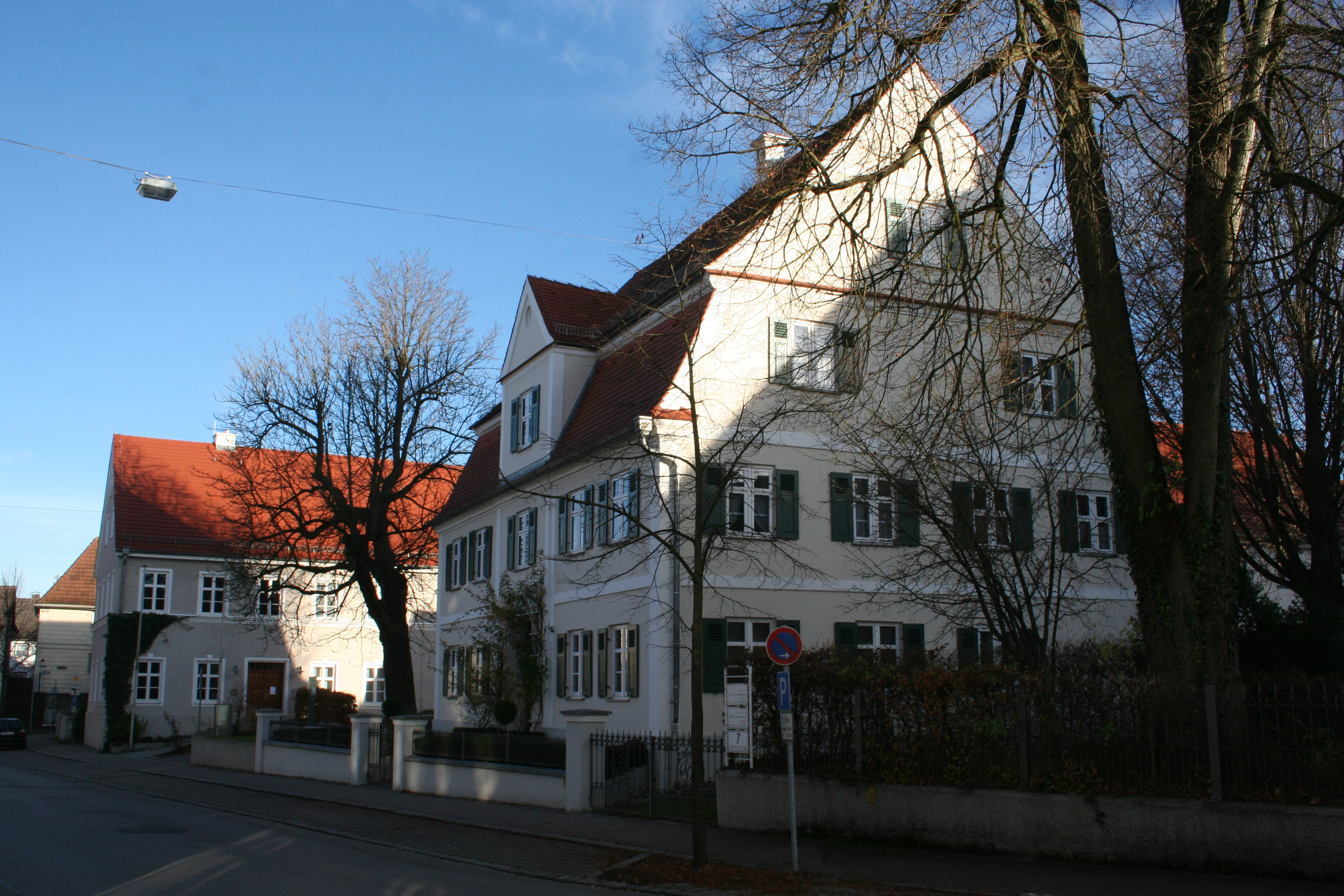
Gebäude Heinrich-Sinz-Straße 5 in Hürben

Das Gebäude Heinrich-Sinz-Straße 5 in Hürben, einem Stadtteil von Krumbach im schwäbischen Landkreis Günzburg in Bayern, wurde 1810 errichtet. Das ehemalige Wohnhaus der Vieh- und Pferdehändler-Familie Neuburger ist ein geschütztes Baudenkmal.
Der traufseitige, von Gurtgesimsen gegliederte Mansarddachbau mit fünf zu vier Fensterachsen hat ein Zwerchhaus, das von der ursprünglich jüdischen Eigentümerfamilie für das Laubhüttenfest genutzt wurde. Das Wohnhaus wird mittig durch ein dreipassförmiges Nischenportal erschlossen.
Erwähnenswert ist die nahezu komplett erhaltene bauzeitliche biedermeierliche Innenausstattung: Reich mit Ornamenten geschnitzte Vierfeldertür mit vergittertem Oberlicht, Belag mit Solnhofener Platten in Diele und Küche und Vierflügelfenster mit zum Teil originalen Winkelbändern und anderes mehr.
Heute ist das Gebäude Teil des Mittelschwäbischen Heimatmuseums.